# René Regaudie
René Regaudie est un homme politique français, né le 14 avril 1908 à La Croisille-sur-Briance (Haute-Vienne), et décédé le 23 janvier 2000 à Altkirch (Haut-Rhin).

## Biographie
Son grand-père est notaire ; son père est pharmacien. René Regaudie et sa fille Marie-Claude exercent la même profession que le père de René. Après des études secondaires au lycée Gay-Lussac à Limoges, il fréquente l'école de médecine et de pharmacie de Limoges, puis la faculté de pharmacie de Toulouse où il obtient son diplôme de pharmacien. Pharmacien de formation, il adhère aux Jeunesses socialistes, en 1924, puis à la Section française de l'Internationale ouvrière (SFIO) en 1928. Il occupe divers mandats :
- Maire de Châteauneuf-la-Forêt de 1935 à 1971
- Conseiller général du canton de Châteauneuf-la-Forêt de 1935 à 1982, avec une interruption de 1942 à 1945 au cours du régime de Vichy. Il est président du conseil général de la Haute-Vienne de 1955 à 1982.
- Député de la Haute-Vienne en 1946 à 1973 (année où il décide de ne pas se représenter).